# Modra nad Cirochou, Humenné
Modra nad Cirochou este o comună slovacă, aflată în districtul Humenné din regiunea Prešov. Localitatea se află la altitudinea de 207 m deasupra n.m., se întinde pe o suprafață de 7,3 km2 și în 2017 număra 1.004 locuitori.

## Istoric
Localitatea Modra nad Cirochou este atestată documentar din 1333.

## Demografie
| An:                | 1994 | 2004   | 2014   | 2024   |
| ------------------ | ---- | ------ | ------ | ------ |
| Număr de persoane: | 1093 | 1030   | 1007   | 949    |
| Diferență:         |      | −5,76% | −2,23% | −5,75% |

| An:                | 2023 | 2024   |
| ------------------ | ---- | ------ |
| Număr de persoane: | 956  | 949    |
| Diferență:         |      | −0,73% |